# Rannstedt
Rannstedt – dzielnica (Ortsteil) miasta Bad Sulza w Niemczech, w kraju związkowym Turyngia, w powiecie Weimarer Land. Do 31 grudnia 2022, samodzielna gmina, której niektóre zadania administracyjne realizowane już były przez miasto Bad Sulza, pełniące wtedy rolę "gminy realizującej" (niem. "erfüllende Gemeinde").